# Eleições federais na Austrália em 2016
As eleições federais australianas de 2016 foram realizadas em 2 de julho e terminou com a vitória da Coalizão Liberal-Nacional de centro-direita, liderada por Malcolm Turnbull.